# Яктыкуль (посёлок)
Яктыкуль — поселок в Северном районе Оренбургской области в составе Бакаевского сельсовета.

## География
Находится на расстоянии примерно 6 километров по прямой на запад от районного центра села Северного.

## Население
Население составляло 182 человек в 2002 году (татары 98%), 155 по переписи 2010 года.